# El Prat de Llobregat
El Prat de Llobregat este un oraș în Spania în comunitatea Catalonia în provincia Barcelona. În 2006 avea o populație de 63.069 locuitori. Este capitala comarcii Baix Llobregat.

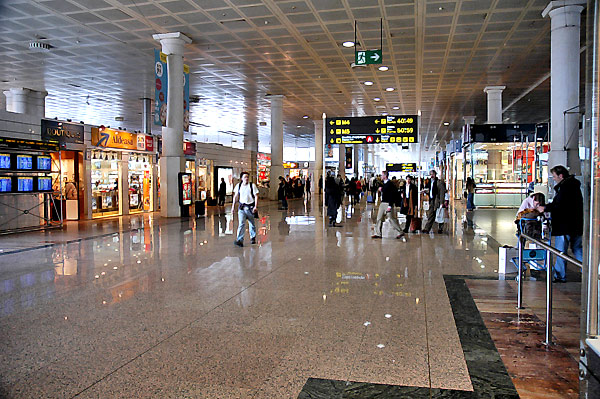
Aeroportul internaţional Terminal B

1. ↑  Nomenclátor Geográfico de Municipios y Entidades de Población (20240402 edition)
2. ↑   https://www.elprat.cat/administracio-govern-i-ciutat/la-ciutat/informacio-basica-del-municipi Lipsește sau este vid: |title= (ajutor)
3. ↑   http://www.idescat.cat/pub/?id=aec&n=925&t=2016 Lipsește sau este vid: |title= (ajutor)